# Торгово-посредническая операция
Торгово-посредническая операция — услуга в сфере купли-продажи, в том числе при экспортно-импортных сделках.
Торгово-посреднические операции могут включать маркетинг, проведение переговоров и заключение договоров, кредитование оборотного капитала клиента, предоставление гарантий и страхование, транспортировку, выполнение таможенных формальностей, послепродажное обслуживание, а также некоторые операции, связанные с доработкой, расфасовкой, упаковкой и тому подобные
Торгово-посреднические операции могут осуществляться за свой счет и за счет клиента, от своего или от его имени.

## Виды торгово-посреднических операций
В зависимости от характера взаимоотношений между производителем-экспортером, потребителем-импортером и торговым посредником и можно выделить следующие виды торгово-посреднических операций:
- операции по перепродаже
- комиссионные операции
- агентские операции
- брокерские операции

### Операции по перепродаже
Осуществляются торговым посредником от своего имени и за свой счет. В этом случае торговый посредник сам выступает стороной договора купли-продажи как с экспортером, так и с конечным покупателем и становится собственником товара после его оплаты.
Существует два вида операций по перепродаже:
1. Торговый посредник для экспортера выступает как покупатель, становится собственником товара, реализует товар на любом рынке и по любой цене. Таких посредников называют купцами. Взаимоотношения между партнерами регламентируются договором купли-продажи.
2. Экспортер предоставляет торговому посреднику право продажи товаров на определенной территории в течение согласованного срока. Между собой посредник и экспортер заключают договор о предоставлении права на продажу. Договор устанавливает общие условия, регулирующие их взаимоотношения. Для исполнения этого посредник и экспортер заключают самостоятельный договор купли-продажи в соответствии с условиями договора о предоставлении права на продажу. Таким образом, отношения между посредником и экспортером регулируются двумя видами договоров — договор о предоставлении права на продажу и договор купли-продажи. Таких посредников называют торговцами по договору или дистрибьюторами. Посредничество торговца по договору состоит в продвижении товара на определенную территорию, может включать и организацию технического обслуживания, но всегда торговец по договору должен соблюдать интересы экспортеров и придерживаться определенных условий.

### Комиссионные операции
Комиссионные операции состоят в совершении одной стороной, именуемой комиссионером, по поручению другой стороны, именуемой комитентом, сделок от своего имени, но за счет комитента.
Взаимоотношения между партнерами регулируются договором комиссии. В соответствии с этим договором комиссионер не покупает товар, а лишь совершает сделки по купле-продаже за счет комитента, который остается собственником товара до его передачи покупателю. Чаще всего товар передается комиссионеру во владение. Риск случайной гибели и порчи товара лежит на комитенте при отсутствии другой договоренности. Комиссионер обязан принимать все меры по сохранности товара и отвечать за его утрату и повреждение, если они произошли по его вине.
С покупателем комиссионер заключает договор купли-продажи от своего имени, то есть выступает как продавец. Посредником он является для комитента.
В договоре комиссии устанавливается продажная цена каждой партии товара или минимальная, или максимальная. Как правило, оговаривается условие о недопустимости установления высоких цен, что может послужить причиной снижения конкурентоспособности товара.
Комиссионеры обычно не отвечают перед комитентом за выполнение третьими сторонами (покупателями) обязательств по платежам за исключением тех случаев, когда такая ответственность предусмотрена в комиссионных соглашениях, так называемых условиях делькредере (del credere). Условия делькредере предусматривают гарантию платежеспособности покупателя по договору купли-продажи.
Договоры комиссии обычно включают дополнительные обязательства комиссионеров по предоставлению комитентам дополнительных услуг, таких как изучение рынка, реклама, техническое обслуживание и т. д.
Распространенной формой комиссионных операций является продажа товаров на условиях консигнации. При осуществлении таких операций экспортер (консигнант) поставляет товар на склад посредника (консигнатор) для реализации на рынке в течение определенного срока. Консигнатор осуществляет платежи консигнанту по мере реализации товара со склада. Отношения между консигнантом и консигнатором регулируются договором консигнации. Непременным условием консигнационного соглашения является сохранение за консигнантом права собственности на товары до их реализации покупателю. Однако это право не гарантирует получение платежей за проданные товары. На условиях консигнации реализуются в основном товары массового спроса.
Существует несколько видов операций консигнации:
1. Простая или прямая консигнация. В этом случае все непроданные со склада к установленному сроку товары консигнатор имеет право вернуть консигнанту. Простая консигнация не гарантирует консигнанту надежный сбыт товаров в течение установленного срока на определенной территории.
2. С целью повышения надежности сбыта товаров, усиления ответственности консигнатора за реализацию товаров применяется частично возвратная консигнация. В этом случае консигнатор принимает обязательство по истечении установленного срока купить у консигнанта не менее согласованного количества из нереализованного к этому сроку товара. Например, консигнант поставил консигнатору на склад 1000 холодильников на условиях частично возвратной консигнации сроком на один год с условием безвозвратности 200 холодильников (20 %). Если к концу года посредник реализовал на рынке 700 холодильников, то он имеет право вернуть консигнанту только 100 штук, а 200 — должен купить у консигнанта.
3. Полностью безвозвратная консигнация. При полностью безвозвратной консигнации консигнатор лишается права возврата и весь непроданный к установленному сроку товар должен быть им куплен у собственника товара (экспортера).

Способы вознаграждения посредника при осуществлении операций консигнации аналогичны как и в случае операций комиссионных: либо установленный в договоре комиссии (консигнации) процент от объема продаж, либо разница между ценой комитента (консигнанта) и ценой реализации.

### Агентские операции
К торговым агентам в Европе обычно относят фирмы, лица и организации, которые на основании договоров с продавцами (экспортерами) и покупателями (импортерами) получают право содействовать заключению сделок от имени и за счет экспортеров и импортеров.
В Великобритании и США к агентам относят посредников, действующих для экспортеров или импортеров (принципалов) за их счет и от их имени. В коммерческих отношениях такая терминология получила наибольшее распространение.
Агенты не покупают продукцию у производителей или экспортеров и не перепродают её. Они уполномочены принципалами продавать продукцию в качестве их представителей. При этом право определения условий реализации товаров, прежде всего, устанавливать уровень цен на товар, остается за принципалом.
Агентские операции состоят в поручении одной стороной, именуемой принципалом, независимой от неё другой стороне, именуемой агентом, совершить продажу или закупку товара за счет и от имени принципала. Отношения между партнерами регламентируются агентским соглашением или договором.
Агентские соглашения содержат предельные полномочий агентов, главным образом, в отношении цен, условий кредитов и платежей, сроков поставок, гарантий и ответственности, так как агенты действуют за счет принципалов. Но вместе с тем агентское соглашение всегда должно давать достаточно широкие полномочия агентам для эффективной работы на рынках.
Кроме полномочий агентские соглашения содержат взаимные права и обязанности агентов и принципалов. В обязанности агентов могут входить исследование рынков сбыта, реклама, содержание складов, техническое обслуживание, страхование товаров на складах.
Независимость торгового агента выражается в том, что оно не состоит в трудовых отношениях с принципалом. В противном случае посредники превратились бы в служащих или в подразделения фирм-принципалов.
Осуществление агентом своей деятельности от имени и за счет принципала отличает его от купца и торговца по договору, которые торгуют за свой счет и от своего имени, а также от комиссионера (консигнатора), которые хотя и выступают перед третьими лицами от своего имени, но совершают сделки за счет комитента (консигнанта).

### Брокерские операции
Четвертый вид торгово-посреднических операций представляют брокерские операции. Брокерские операции состоят в установлении через посредника брокера контакта между продавцом и покупателем.
К брокерам относят торговые фирмы, лица и организации. Которые подыскивают взаимозаинтересованных продавцов и покупателей, сводят их, но сами не принимают непосредственного участия в сделках ни своим именем, ни капиталом. В отличие от торгового агента брокер не является представителем, не состоит в договорных отношениях ни с одной из сторон участников сделки и действует на основании отдельных поручений. Ему предоставляются полномочия на заключение каждой отдельной сделки. Брокер выполняет указания клиента о количестве, качестве, цене товара, предоставляет отчет о всех производимых с его участием операциях. Он может осуществлять контроль за исполнением заключаемых при его посредничестве контрактов. Довольно часто брокер принимает на себя обязательства делькредере.
За свои услуги брокер получает вознаграждение — брокеридж. Его размер колеблется от 0,25 до 2-3 % от суммы сделки.
Брокер не имеет права представлять интересы другой стороны в сделке и принимать комиссии от другой стороны, за исключением случаев, когда на этот счет есть соглашение.
Брокер обычно специализируется на совершении операций по купле-продаже одного-двух видов товаров, как правило, это аукционные и биржевые товары.

## Парадоксы (смешные ситуации)
В посреднической деятельности:
- Известен парадокс возврата коммерческого предложения - анекдотическая ситуация, когда коммерческое предложение возвращается первому отправителю, но с другими реквизитами и гораздо большой ценой.
- Известная смешная ситуация - турбинный прогон воздуха. Это встреча двух посредников, первый из которых не имеет сырья, а второй не имеет денег.  Также второй может предложить первому другой вид сырья, которого у него нет и наоборот.